# Kävsjö kanal
Kävsjö kanal är en kanal som går mellan Marieholms bruk och Hillerstorp i Gnosjö kommun.
Varorna från Marieholms bruk fraktades tidigare med hästforor till Klevshults järnvägsstation. När beslut kommit att anlägga Borås–Alvesta Järnväg uppkom tanken att anlägga en kanal via sjöarna Mosjön och Flaten. Kanalen skulle försörjas av vatten via Västerån och Eljeboån. Av någon anledning ville bruksledningen inte anlägga någon järnvägsförbindelse. Man lyckades få sjösättningsfonden att finansiera projektet och stå för 2/3 av kostnaden. Utredningsarbetet startades 1896 och 1904-1910 anlades kanalen mellan bruket och Hillerstorps järnsvägsstation. Kanalen var 9 990 meter lång, varav 6 800 meter  grävd sträcka. Kanalen blev 1,1 meter djup, fyra meter bred i botten och åtta meter brev vid vattenytan. Kanalen grävdes där Storån gick fram mellan de båda sjöarna, men rätades samtidigt. Mosjön sänktes med tre meter i samband med arbetet. Ett hundratal man arbetade med projektet. Ett spåntarlag slog först ned plank för kanalens skoning, och ett mudderverk rensade därefter kanalfåran. Kanalen öppnade officiellt 1 december 1910. Pråmar med jordbruksredskap från Marieholms bruk samt även virke från sågen i Åsenhöga samt massaved transporterades med kanalen. 1939 upphörde kanaltrafiken. Sedan Marieholms bruk på 1950-talet börjat tillverka småbåtar togs kanalen i bruk för att provköra dessa båtar, 1960 muddrades den upp igen.